# 숭가 제국
숭가 제국 또는 슝가 제국은 마가다의 다섯 번째 왕조이자 기원전 187년경부터 73년까지 북인도 아대륙의 대부분을 지배했던 제국이다. 마우리아 왕조로부터 마가다의 황좌를 얻은 푸시야미트라 숭가가 이 왕조를 개창했다. 숭가 제국의 수도는 파탈리푸트라였지만, 바가바드라와 같은 후대의 황제들도 말와 동부의 베스나가라(오늘날의 비디샤)에서 조정을 열었다. 이 왕조는 또한 그리스-숭가 전쟁에서 그리스인들을 상대로 맞서 싸워 성공적으로 저항한 공적이 있다.
푸시야미트라는 36년 동안 제국을 통치했고 그의 아들 아그니미트라에게 제국을 물려주었다. 10명의 숭가 통치자들이 있었다. 그러나 왕조의 두 번째 황제인 아그니미트라의 죽음 이후, 제국은 급속하게 붕괴되었다. 비문과 동전들은 인도 북부와 중부의 많은 부분이 어떠한 숭가 헤게모니로부터 독립적인 왕국들과 도시국가들로 구성되어 있었다는 것을 나타낸다. 왕조는 외국과 토착 권력 모두를 상대로 한 수많은 전쟁들로 유명하다. 숭가 제국은 칼링가, 사타바하나 왕조, 인도-그리스 왕국, 그리고 아마도 판찰라와 마투라의 미트라 왕조와 싸웠다.
작은 병마용 이미지, 더 큰 돌 조각들, 그리고 바르후트의 사리탑, 그리고 유명한 산치 대탑과 같은 건축 기념물들을 포함하여, 예술, 교육, 철학, 그리고 다른 형태의 학문이 숭가 왕조 시기에 꽃을 피웠다. 숭가 황제들은 학문과 예술에 대한 왕실의 후원 전통을 세우는 것을 도왔다. 제국에 의해 사용된 대본은 브라흐미 문자의 변형이었고 산스크리트어를 표기하는 데 사용되었다.
힌두교 사상에서 가장 중요한 발전들 중 일부가 일어나고 있던 시기에 숭가 왕조는 문화의 중요한 후원자였다. 이 시기에 파탄잘리에 의해 마하바스야가 작곡되었다. 또한 마투라 미술 양식의 발전과 함께 예술성도 발전했다.
마지막 숭가 황제는 데바부티(83–73 BCE)였다. 신하인 바수데바 칸바에 의해 암살당한 그는 지나치게 여색을 탐했다고 전해졌다. 기원전 73년경 숭가 왕조는 칸바 왕조로 대체되었다.

## 이름
"숭가"라는 이름은 마우리아 제국의 멸망 이후의 역사적 정치체를 "숭가 제국"으로, 또는 "숭가 시대"로 지칭하기 위한 편의를 위해 사용되었다. 이 용어는 바르후트의 단 하나의 금석 비문에 나타나는데, 이 비문은 불교 바르후트 스투파에 대한 봉헌이 "수가 왕들의 시대에(Suganam raje)" 이루어졌다고 언급하고 있으며, 이 "수가 왕들"이 누구를 지칭하는지에 대한 표시는 없다. 헬리오도로스 기둥 비문과 같은 다른 광범위하게 동시대적인 비문들은 숭가 통치자들과 관련이 있을 뿐이라고 추정된다. 다나의 아요디아 비문은 푸시야미트라라는 통치자를 언급하지만 "숭가"라는 이름은 언급하지 않는다.
바르후트 비문은 스투파의 입구 기둥에 나타나며, "수가의 통치 기간 동안, 다나부티에 의해" 건립되었다고 언급한다. 사용된 표현(Suganam raje, 브라흐미 문자: 𑀲𑀼𑀕𑀦𑀁 𑀭𑀚𑁂)은 "수가[숭가]의 통치 기간 동안"을 의미할 수 있지만, 북부 불교 왕국인 "수그하나의 통치 기간 동안"을 의미할 수도 있어 모호하다. 인도 금석학 기록에는 "숭가"라는 이름의 다른 사례가 없다. 독특한 비문은 다음과 같다.

1. Suganam raje raño Gāgīputasa Visadevasa

2. pautena, Gotiputasa Āgarajusa putena 

3. Vāchhīputena Dhanabhūtina kāritam toranām

4. silākammamto cha upamno.

수가(수그하나, 또는 숭가)의 통치 기간 동안, 아가라주의 아들이자 고티의 아들이며 가기 왕 비사데바의 손자인 바치히의 아들 다나부티에 의해 문이 만들어지고 석조물이 바쳐졌다.— 다나부티의 문 기둥 비문.

다나부티는 불교 유적지인 바르후트에 큰 봉헌을 하고 있었는데, 역사적인 "숭가"는 힌두교 군주였던 것으로 알려져 있어, 다나부티 자신은 숭가 왕조의 일원이 아니었을 수도 있음을 시사한다. 그 또한 "숭가"의 통치 목록에 알려져 있지 않다. "숭가의 통치 기간 동안"이라는 언급은 그가 숭가의 통치자가 아니었음을 시사하며, 단지 숭가의 공물을 바치는 자였거나 코살라나 판찰라와 같은 인접 지역의 통치자였을 수 있음을 나타낸다.
"숭가" 또는 "슝가"라는 이름은 비슈누 푸라나에서도 사용되며, 그 연대는 논쟁의 여지가 있지만, 푸시야미트라( 185 BCEc.)로 시작하여 기원전 75년경 데바부티로 끝나는 왕조를 지칭한다. 비슈누 푸라나에 따르면:
열 명의 마우리아 왕들이 137년 동안 통치할 것이다. 그들 후에 숭가들이 대지를 다스릴 것이다. 장군 푸시야미트라는 그의 주군을 죽이고 왕국을 찬탈할 것이다. 그의 아들은 아그니미트라일 것이다. 그의 아들은 수지예슈타일 것이다. 그의 아들은 바수미트라일 것이다. 그의 아들은 아르드라카일 것이다. 그의 아들은 풀린다카일 것이다. 그의 아들은 고샤바수일 것이다. 그의 아들은 바즈라미트라일 것이다. 그의 아들은 바가바타일 것이다. 그의 아들은 데바부티일 것이다. 이 열 명의 숭가들은 112년 동안 대지를 다스릴 것이다.— 비슈누 푸라나, 제4권: 왕실 왕조.

## 기원
숭가는 원래 비디샤 출신이었다.

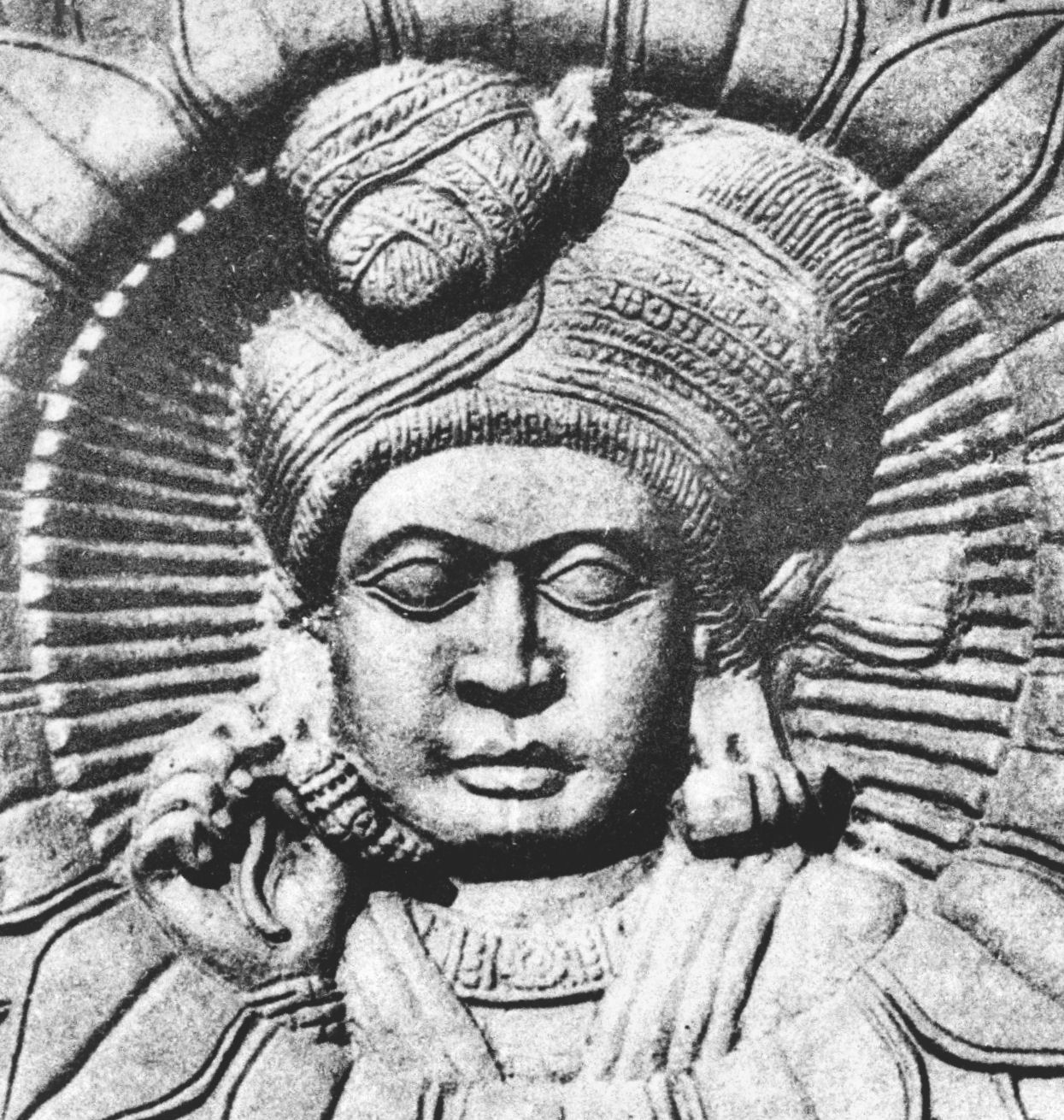
바르후트, 숭가 시대의 부조 속 남자.

역사적 재구성에 따르면, 숭가 왕조는 아소카 사망 약 50년 후인 기원전 184년에 마우리아 제국의 마지막 통치자인 브리하드라타 마우리아 황제가 자신의 총사령관인 푸시야미트라 숭가에게 암살당했을 때 수립되었다. 푸시야미트라는 군대의 의장대를 사열하던 중 그를 암살하고 왕위에 올랐다.
푸시야미트라는 마가다와 인접 영토의 통치자가 되었다. 그의 영역은 본질적으로 옛 마우리아 제국의 중앙부를 포함했다. 숭가는 북중부 인도의 중심 도시인 아요디아를 확실히 통제했다는 것이 다나데바-아요디아 비문에 의해 입증된다. 그러나 서쪽의 마투라는 숭가의 직접적인 통제 하에 있었던 적이 없는 것으로 보인다. 마투라에서는 숭가 시대의 고고학적 증거가 전혀 발견되지 않았기 때문이다. 오히려 야바나라자 비문에 따르면, 마투라는 기원전 180년에서 100년 사이부터 인도-그리스 왕국의 통제 하에 있었고, 기원전 70년까지도 그러했다.
그러나 일부 고대 문헌에서는 숭가 제국이 더 넓은 영역을 차지했다고 주장한다. 디브야바다나의 아소카바다나 기록은 숭가족이 불교 승려들을 박해하기 위해 북서쪽 펀자브 지역의 사갈라(시알코트)까지 군대를 보냈다고 주장한다.
... 푸시야미트라는 사면 군대를 갖추고 불교를 파괴할 목적으로 파탈리푸트라의 쿡쿠타라마로 갔다. ... 푸시야미트라는 따라서 상가라마를 파괴하고 그곳의 승려들을 죽이고 떠났다. ... 얼마 후, 그는 사갈라에 도착하여 불교 승려의 머리를 가져오는 자에게 ... 보상을 주겠다고 선포했다.:293

또한, 마라비카와 아그니미틀라는 푸시야미트라의 제국이 남쪽으로 나르마다강까지 확장되었다고 주장한다. 그들은 또한 우자인을 통제했을 수도 있다. 한편, 카불과 펀자브의 대부분은 인도-그리스 왕국의 손에 넘어갔고, 데칸고원은 사타바하나 왕조의 지배를 받게 되었다.
푸시야미트라는 36년(기원전 187년~기원전 151년) 동안 통치한 후 사망했다. 그의 뒤를 아들 아그니미트라가 이었다. 이 왕자는 인도 최고의 극작가 중 한 명인 칼리다사의 유명한 드라마의 주인공이다. 아그니미트라는 이야기가 전개되는 시점에서 비디샤의 총독이었다.
숭가의 힘은 점차 약해졌다. 숭가 황제는 열 명이었다고 전해진다. 숭가는 기원전 73년경 칸바 왕조에 의해 계승되었다.

## 불교의 쇠퇴

### 박해 기록

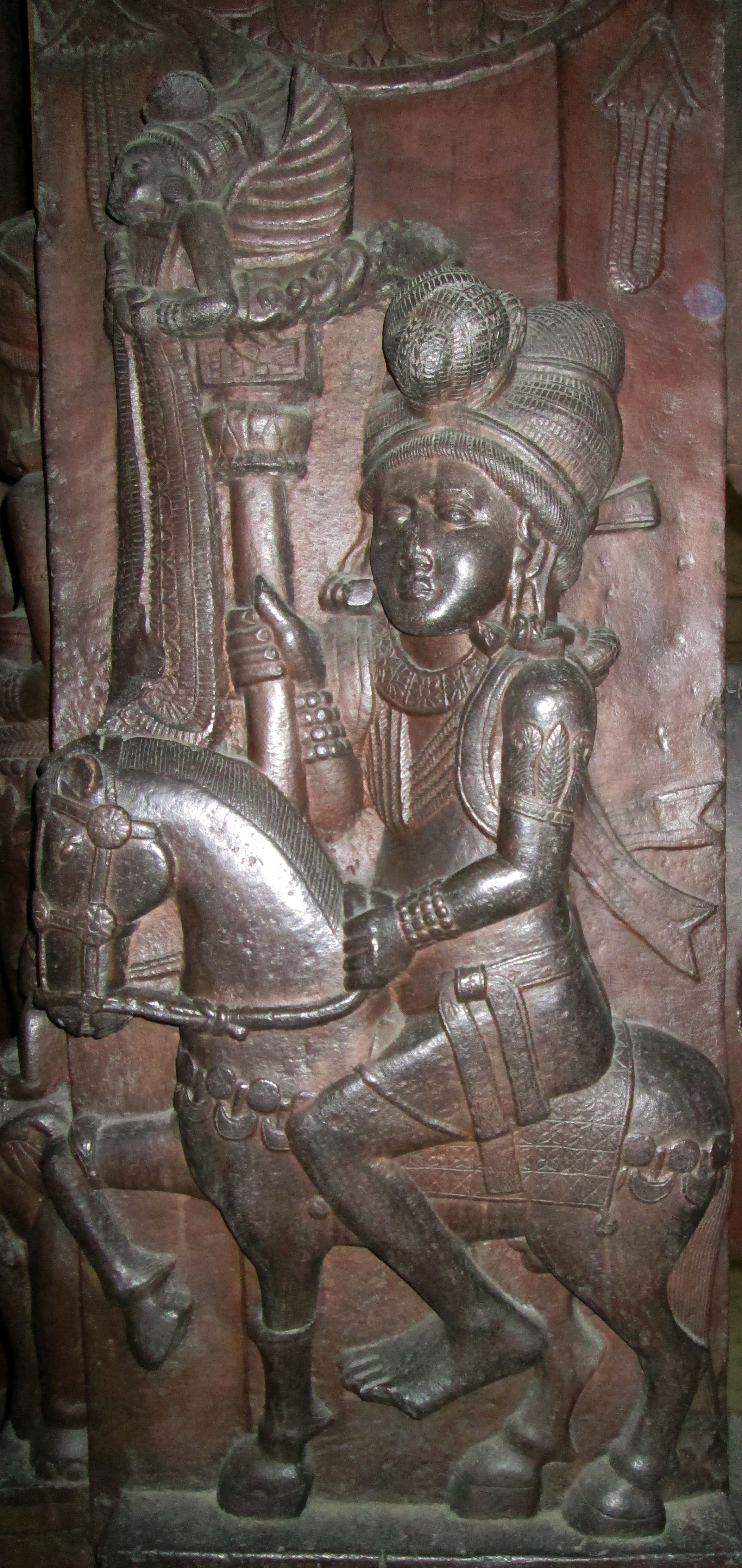
바르후트, 숭가 기병.

마우리아 시대 이후, 브라만인 초대 숭가 황제 푸시야미트라는 일부 역사가들에 의해 불교도를 박해하고 브라만교의 부흥에 기여하여 불교를 카슈미르, 간다라, 박트리아로 밀어냈다고 믿어진다. 아소카바다나의 디브야바다나와 고대 티베트 역사가 타라나타와 같은 불교 경전은 불교 박해에 대해 기록하고 있다. 푸시야미트라는 불교 사찰을 불태우고, 스투파를 파괴하고, 불교 승려들을 학살하고, 그들의 목에 현상금을 걸었다고 전해지지만, 일부에서는 이러한 이야기들을 과장된 것으로 보고 있다.
"... 푸시야미트라는 사면 군대를 갖추고 불교를 파괴할 목적으로 파탈리푸트라의 쿡쿠타라마로 갔다. ... 푸시야미트라는 따라서 상가라마를 파괴하고 그곳의 승려들을 죽이고 떠났다. ... 얼마 후, 그는 사갈라에 도착하여 불교 승려의 머리를 가져오는 자에게 ... 보상을 주겠다고 선포했다."— 아소카바다나의 디브야바다나:293

푸시야미트라는 브라만교의 우위를 부활시키고 아소카가 금지했던 동물 희생(야즈나)을 재확립한 것으로 알려져 있다.

### 박해에 대한 반박 기록

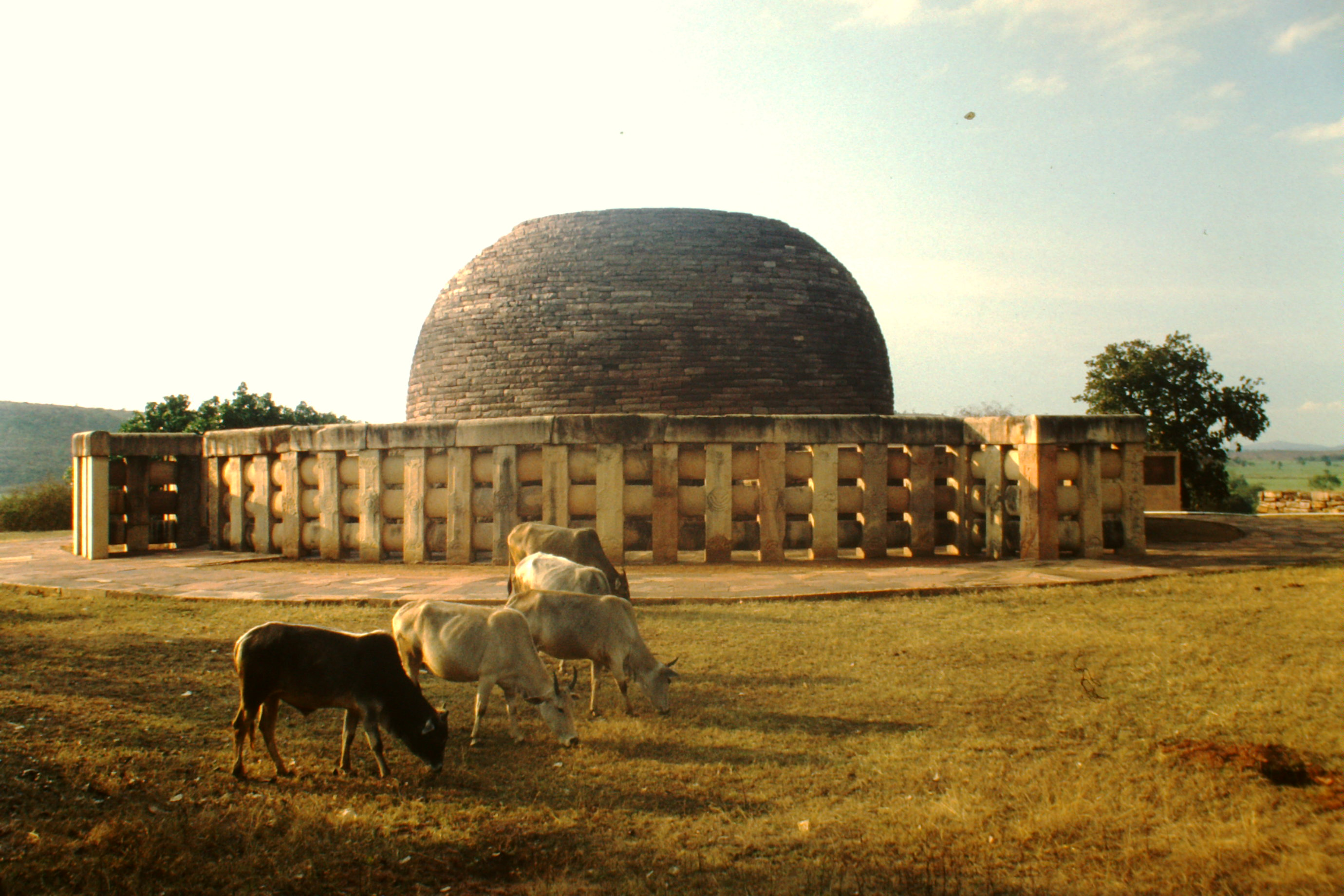
산치의 숭가 시대 스투파.

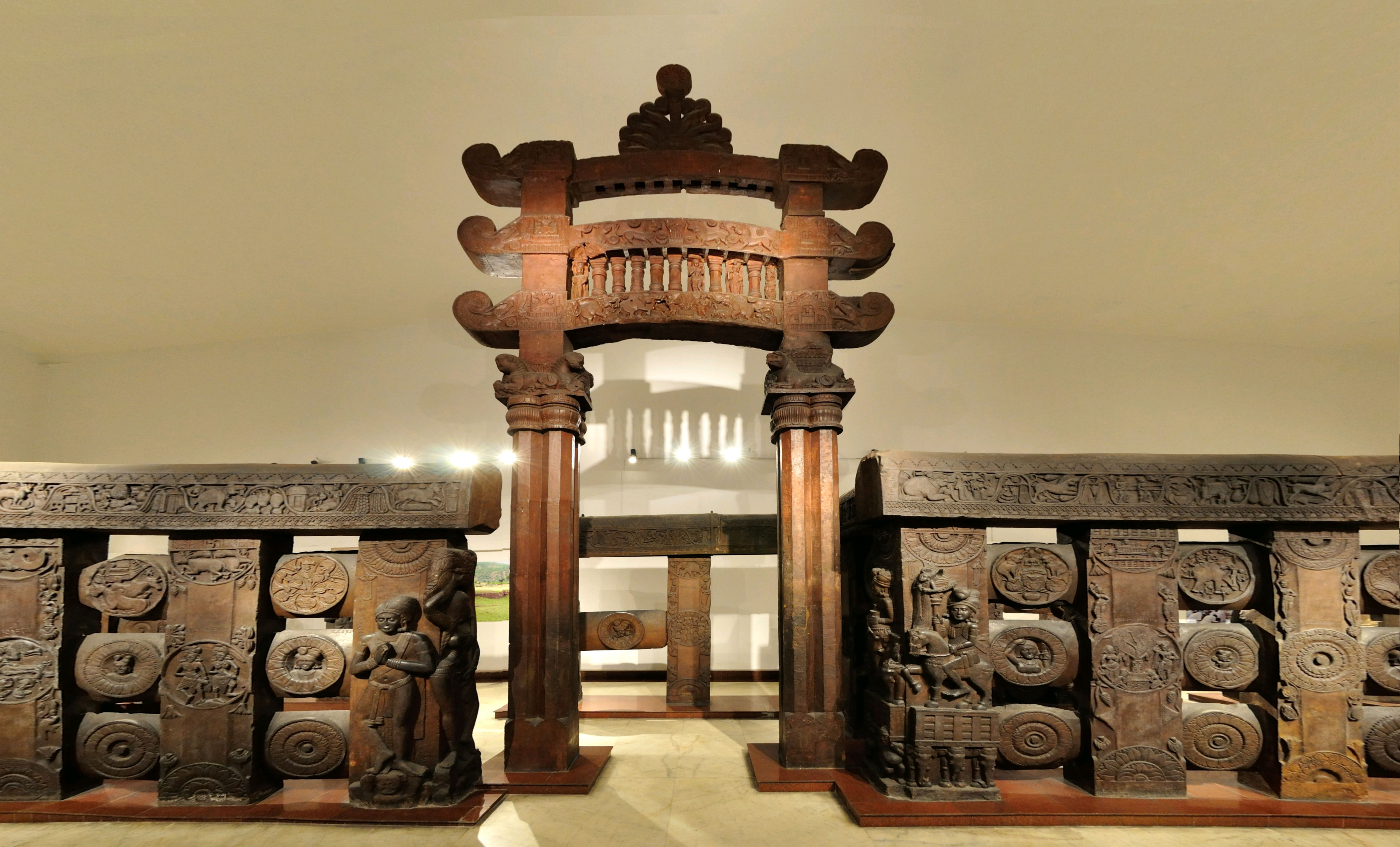
동문과 난간, 붉은 사암, 바르후트 스투파, 기원전 2세기. 인도 박물관, 콜카타.

후대 숭가 황제들은 불교에 호의적이었고 바르후트의 스투파 건설에 기여한 것으로 여겨진다. 그의 통치 기간 동안 바르후트와 산치의 불교 기념물들은 개축되고 추가적으로 개선되었다. 푸시야미트라가 불교 예술을 후원했다는 충분한 증거가 있다. 그러나 숭가 국가의 상당히 분산되고 단편적인 성격과 많은 도시들이 실제로 자체 주화를 발행했으며, 불교에 대한 숭가의 상대적인 반감을 고려할 때, 일부 저자들은 산치의 해당 시대 건축물이 실제로 "숭가"라고 불릴 수 없다고 주장한다. 이들은 마우리아 시대와는 대조적으로 왕실 후원의 결과가 아니었으며, 산치의 대부분의 봉헌은 왕실 후원이라기보다는 개인 또는 집단적인 것이었다.
일부 저술가들은 갠지스강 평원에서 브라만교가 불교와 정치적, 정신적 영역에서 경쟁했다고 믿는다. 불교는 박트리아 왕들의 영역에서 번성했다.
일부 인도 학자들은 정통 숭가 황제들이 불교에 대해 불관용하지 않았으며 불교는 숭가 황제 시대에 번성했다고 주장한다. 숭가 시대 벵골에서 불교가 존재했다는 증거는 탐랄립티에서 발견되어 콜카타의 아슈토시 인도 미술관에 전시되어 있는 테라코타 판에서도 유추할 수 있다.

#### 왕실 봉헌
부다가야의 마하보디 사원에는 브라마미트라라는 왕과 군주 인드라그니미트라의 두 가지 봉헌이 기록되어 있다. 일부는 이것이 숭가의 불교 지원을 보여준다고 주장할 수 있다. 그러나 이 왕들은 본질적으로 알려지지 않았으며, 숭가의 기록된 계보의 일부를 형성하지 않는다. 이들은 아소카 시대 이후에 속하며 숭가 통치 시기에 해당한다고 생각된다. 브라마미트라는 마투라의 지역 통치자로 알려져 있지만, 인드라그니미트라는 알려지지 않았으며, 일부 저자들에 따르면, 인드라그니미트라는 실제 비문에서 왕으로 언급되지도 않았다.
- 부다가야의 마하보디 사원에 있는 비문은 사원의 건설을 다음과 같이 기록하고 있다:

"브라마미트라 왕의 아내 나가데비의 선물."
- 또 다른 비문에는 다음과 같이 쓰여 있다:

"살아있는 아들들의 어머니이자 코시키의 아들 인드라그니미트라 왕의 아내 쿠랑기의 선물. 왕궁 사당의 스리마의 선물도."
알렉산더 커닝엄은 이 중요한 기록들의 후반부 유실을 안타까워했다. 첫 번째 난간 비문에 대해 그는 "쿠람기예 다남" 뒤에 11개의 브라흐미 문자 흔적을 발견했으며, 처음 9개 문자는 "라자파사다-체티카 사"라고 읽힌다. 블로흐는 이 9개 문자를 "라자-파사다-체티카사"로 읽고 앞의 단어들과 관련하여 이 표현을 번역했다.
"(인드라그니미트라의 아내이자 살아있는 아들들의 어머니인 쿠랑기의 선물) "고귀한 사원의 차이티아(체티카)에게"로, 파사다 앞에 있는 라자라는 단어를 장식적 형용사로 사용하여 사원을 특히 크고 위엄 있는 건물로 구별하며, 라자하스틴 '고귀한 코끼리', 라자함사 '기러기'(함사 '오리'와 구별됨) 등과 같은 표현과 유사하게 해석한다."
커닝엄은 "왕궁, 차이티아"라는 표현을 번역하여 "라자-파사다의 언급이 기증자를 왕족과 연결하는 것처럼 보인다"고 제안했다. 루더스는 "라자-파사다-체티카사"의 해석으로 "왕의 사원에"라고 의심스럽게 제안한다.

### 산치에서 숭가 시대의 공헌

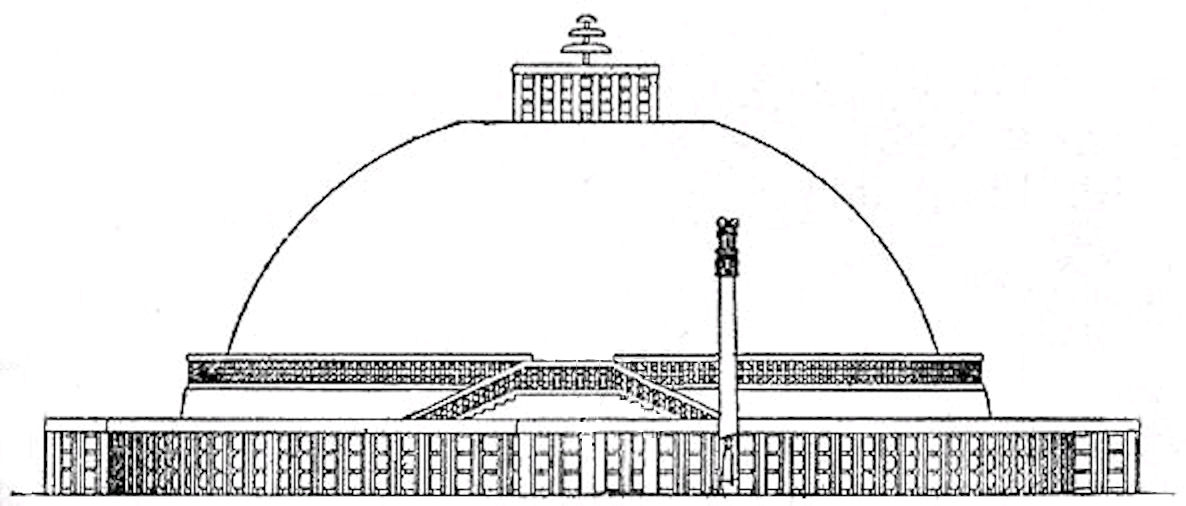
숭가 시대 대스투파. 숭가 왕조는 초기 스투파의 지름을 거의 두 배로 늘려 석조로 감싸고, 주위에 난간과 울타리를 세웠다.

아소카바다나를 바탕으로, 스투파는 기원전 2세기경 어느 시점에 훼손되었을 것으로 추정되며, 일부 학자들은 이 사건을 군 총사령관으로서 마우리아 제국을 장악한 숭가 황제 푸시야미트라 숭가의 부상과 연결 짓는다. 푸시야미트라가 원래 스투파를 파괴하고 그의 아들 아그니미트라가 재건했을 수 있다는 주장이 제기되었다. 원래의 벽돌 스투파는 숭가 시대에 돌로 덮였다.
역사가 줄리아 쇼(Julia Shaw)에 따르면, 산치의 마우리아 시대 이후 건축물은 "숭가"라고 설명할 수 없다. 왜냐하면 수많은 봉헌 비문에서 입증되었듯이 스투파 건설의 후원은 왕실이 아니라 집단적이었고, 숭가 왕조는 불교에 대한 반대자로 알려져 있었기 때문이다.

#### 대스투파 (제1호)
숭가 시대 후기에 스투파는 석판으로 원래 크기의 거의 두 배로 확장되었다. 돔은 상단 근처에서 평평해졌고 정사각형 난간 내에 세 개의 겹쳐진 파라솔로 장식되었다. 여러 층으로 이루어진 이 스투파는 다르마, 즉 법륜의 상징이었다. 돔은 원형 순례를 위한 높은 원형 드럼 위에 놓였으며, 이 드럼에는 이중 계단을 통해 접근할 수 있었다. 지상에는 두 번째 석조 통로가 있었고, 이는 석조 난간으로 둘러싸여 있었다. 스투파 1호 주변의 난간에는 예술적인 부조가 없다. 이것들은 단지 일부 봉헌 비문이 새겨진 석판들이다. 이러한 요소들은  150 BCEc.로 거슬러 올라간다.

#### 스투파 제2호 및 제3호
숭가 시대에 의뢰된 것으로 보이는 건물들은 제2호와 제3호 스투파 (단, 비문에서 알려진 바와 같이 다음 사타바하나 왕조 시대의 화려하게 장식된 문루는 제외), 그리고 대스투파(제1호 스투파)의 지상 난간과 석조 외장이다. 사리푸트라와 마하모갈라나의 유물은 제3호 스투파에 안치된 것으로 알려져 있다. 이들은 메달리온의 경우  115 BCEc., 문루 조각의 경우 80 BCE로 연대가 측정되며, 바르후트의 부조보다 약간 늦고, 기원후 1세기까지 일부 재작업이 이루어졌다.
산치에서 발견된 숭가 시대 장식의 양식은 바르후트의 양식과 밀접한 유사성을 보이며, 부다가야의 주변 난간과도 유사한데, 이들 중 가장 오래된 것으로 여겨진다.
| 숭가 건축물 및 장식 (기원전 150년 ~ 80년) | |
| 대스투파 (스투파 확장 및 난간만 숭가 시대). 장식되지 않은 지상 난간은 대략 기원전 150년으로 추정된다. | - 숭가 난간 및 계단. - 숭가 석조 세공. - 비문이 있는 숭가 베디카 (난간). - 회랑 통로. - 정상 난간과 우산. |
| 스투파 제2호 완전히 숭가 시대 작품. 부조는 기원전 2세기 마지막 사분기(메달리온의 경우 115 BCEc., 문루 조각의 경우 80 BCE)로 추정되며, 바르후트의 부조보다 약간 늦고, 기원후 1세기까지 일부 재작업이 이루어졌다. | - 코끼리와 기수. - 락슈미가 있는 난간 기둥. - 야크샤가 있는 난간 기둥. - 바퀴를 지지하는 코끼리가 있는 기둥. - 인물상. - 연꽃. - 꽃무늬. - 말을 탄 외국인, 115 BCEc.. - 두 아내의 지지를 받는 아소카. 문루 1호의 후기 부조와 유사하다. - 스투파 내부에서 발견된 유골함. |
| 스투파 제3호 (스투파 및 난간만 숭가 시대). | - 계단과 난간. - 연꽃 메달리온. - 꽃무늬. - 기둥 부조. - 사리푸트라와 마하모갈라나의 유물. |

## 전쟁
전쟁과 분쟁은 숭가 시대를 특징짓는 요소였다. 그들은 칼링가, 사타바하나, 인도-그리스, 그리고 아마도 판찰라와 마투라와 전쟁을 벌였던 것으로 알려져 있다.
숭가 제국과 인도-그리스 왕국과의 전쟁은 이 시대의 역사에서 큰 비중을 차지한다. 기원전 180년경부터 그리스-박트리아 왕국의 통치자 데메트리오스 1세 아니케토스는 카불 계곡을 정복했고, 숭가와 대결하기 위해 인더스 강을 건너 진격했을 것으로 추정된다. 인도-그리스의 메난드로스 1세는 다른 인도 통치자들과 함께 파탈리푸트라로 가는 원정에 참여하거나 이끌었다고 여겨지지만, 원정의 정확한 성격과 성공 여부는 거의 알려져 있지 않다. 이 전쟁들의 최종 결과는 불확실하다.

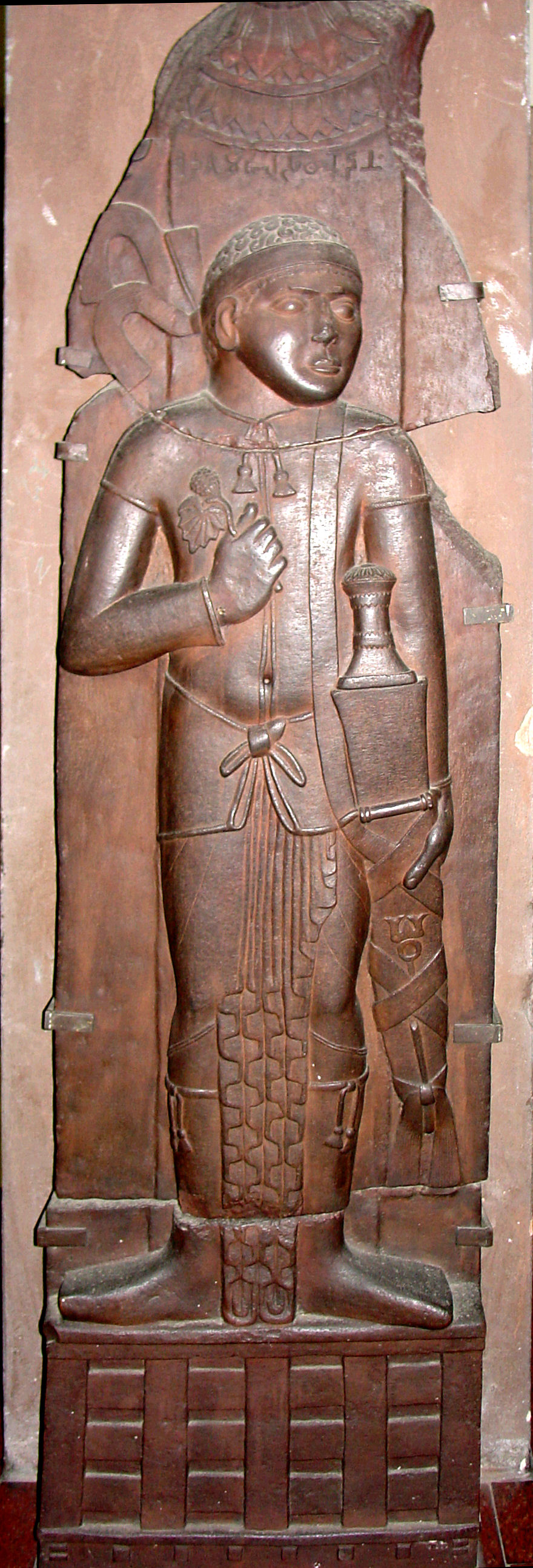
난간 기둥에 새겨진 "야바나" 그리스 전사. 바르후트, 마디아프라데시, 숭가 시대, c. 100-80 BC. 붉은 갈색 사암. 인도 박물관, 콜카타.

### 문헌적 증거
마하바라타와 유가 푸라나와 같은 여러 문헌들은 숭가와 인도-그리스인들 간의 갈등을 묘사한다.

### 숭가의 군사 원정
아소카바다나와 같은 경전은 푸시야미트라가 브리하드라타 마우리아 황제를 전복시키고 많은 불교 승려들을 죽였다고 주장한다. 그리고 나서 푸시야미트라가 파탈리푸트라와 펀자브 지역의 사칼라(시알코트)까지 군대를 보내 불교 승려들을 박해했다고 묘사한다.

### 야바나(그리스인)와의 전쟁
인도 문헌에서 야바나라고 불리는 인도-그리스인들은 데메트리오스 1세 아니케토스 또는 메난드로스 1세의 지휘 아래 인도를 침략했으며, 아마도 불교도들의 도움을 받았을 것이다. 특히 메난드로스는 밀린다왕문경에서 불교로 개종한 것으로 묘사된다.
인도 역사적 사건을 예언의 형태로 묘사한 힌두 경전인 유가 푸라나는 인도-그리스인들이 숭가 수도인 파탈리푸트라를 공격한 사건을 기록하고 있다. 메가스테네스에 따르면 이 도시는 570개의 탑과 64개의 문을 가진 웅장한 요새 도시였다. 그리고 도시에 임박한 전쟁을 다음과 같이 묘사한다.
그 후 사케타에 판찰라와 마투라와 함께 접근한 야바나족은 용감한 전투를 통해 쿠수마드바자, 즉 "꽃깃발 도시"인 파탈리푸트라에 도달할 것이다. 푸스푸라(파탈리푸트라의 다른 이름)에 도달하고 그 유명한 진흙 벽이 무너진 후, 모든 왕국은 혼란에 빠질 것이다.— 유가 푸라나, 47-48절, 2002년판)

그러나 유가 푸라나는 박트리아에서 내전이 발생했기 때문에 야바나(인도-그리스인)가 파탈리푸트라에 오래 머물지 않았음을 나타낸다.
서양의 자료들도 그리스인들의 인도에 대한 이 새로운 공세가 그들을 수도 파탈리푸트라까지 이끌었다는 것을 시사한다:
알렉산드로스 대왕 이후에 온 자들은 갠지스강과 파탈리푸트라로 갔다— 스트라본, 15.698

### 신두강 전투
그리스인과 숭가 왕조 간의 직접적인 전투에 대한 기록은 칼리다사의 희곡 마라비카와 아그니미틀라에서도 발견된다. 이 희곡은 "신두강"에서 그리스 기병대와 푸시야미트라의 손자 바수미트라가 백 명의 병사들과 함께 벌인 전투를 묘사하며, 이 전투에서 인도인들이 그리스 기병대를 물리치고 푸시야미트라가 성공적으로 아슈바메다 야즈나를 완료했다고 기록한다. 이 강은 북서쪽의 인더스강일 수도 있지만, 숭가의 그러한 확장은 가능성이 낮으며, 본문에서 언급된 강은 갠지스강 유역의 신드강 또는 칼리신드강일 가능성이 더 높다.

### 금석문 및 고고학적 증거

#### 다나데바-아요디아 비문
궁극적으로 숭가의 통치는 아요디아 지역까지 확장되었던 것으로 보인다. 숭가 비문은 북중부 인도의 아요디아까지 알려져 있다. 특히, 다나데바-아요디아 비문은 푸시야미트라의 여섯 번째 후손이라고 주장하는 지역 왕 다나데바를 언급한다. 이 비문은 또한 푸시야미트라가 아요디아에서 두 번의 아슈바메다 (승리 희생제)를 거행했다고 기록한다.

#### 야바나라자 비문

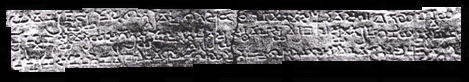
"야바나 패권의 116년"으로 날짜가 기재된 야바나라자 비문, 아마도 기원전 70년 또는 69년에 마투라에서 발견되었다. 마투라 박물관.

그리스인들은 마투라를 계속 통제했던 것으로 보인다. 마투라에서 발견된 "마게라 비문"이라고도 불리는 야바나라자 비문은 기원전 1세기 동안 인도-그리스인들이 마투라를 통제하고 있었음을 시사한다. 이 비문은 "야바나 패권(Yavanarajya) 116년의 마지막 날"로 봉헌 날짜를 언급한다는 점에서 중요하다. 이 비문은 기원전 2세기와 1세기 동안 마투라에서 인도-그리스인들의 통제를 증명하는 것으로 간주되며, 이는 화폐학적 및 문헌적 증거로도 확인된다. 더욱이, 마투라나 수라세나에서는 숭가 시대의 주화나 비문이 발견되지 않았기 때문에 숭가 왕조가 마투라나 수라세나를 통치했던 것으로 보이지 않는다.
마하바라타의 아누샤사나 파르바는 마투라 시가 야바나와 캄보자의 공동 통제하에 있었다고 단언한다.
그러나 이후 마투라 시는 그들로부터 다시 빼앗긴 것으로 보이는데, 숭가족 자신이 아니더라도 아마도 다타 왕조나 미트라 왕조, 또는 더 가능성이 높게는 라주불라 휘하의 북사트라프인 인도-스키타이에 의해 빼앗긴 것으로 보인다. 마투라 지역에서 아르주나야나와 야우데야는 자신들의 주화에 군사적 승리("아르주나야나의 승리", "야우데야의 승리")를 언급하고, 기원전 1세기 동안 트리가르타, 아우둠바라, 그리고 마지막으로 쿠닌다도 자신들의 주화를 주조하기 시작하여 인도-그리스인으로부터 독립을 선언했지만, 그들의 주화 양식은 종종 인도-그리스인의 것에서 유래했다.

#### 헬리오도로스 기둥

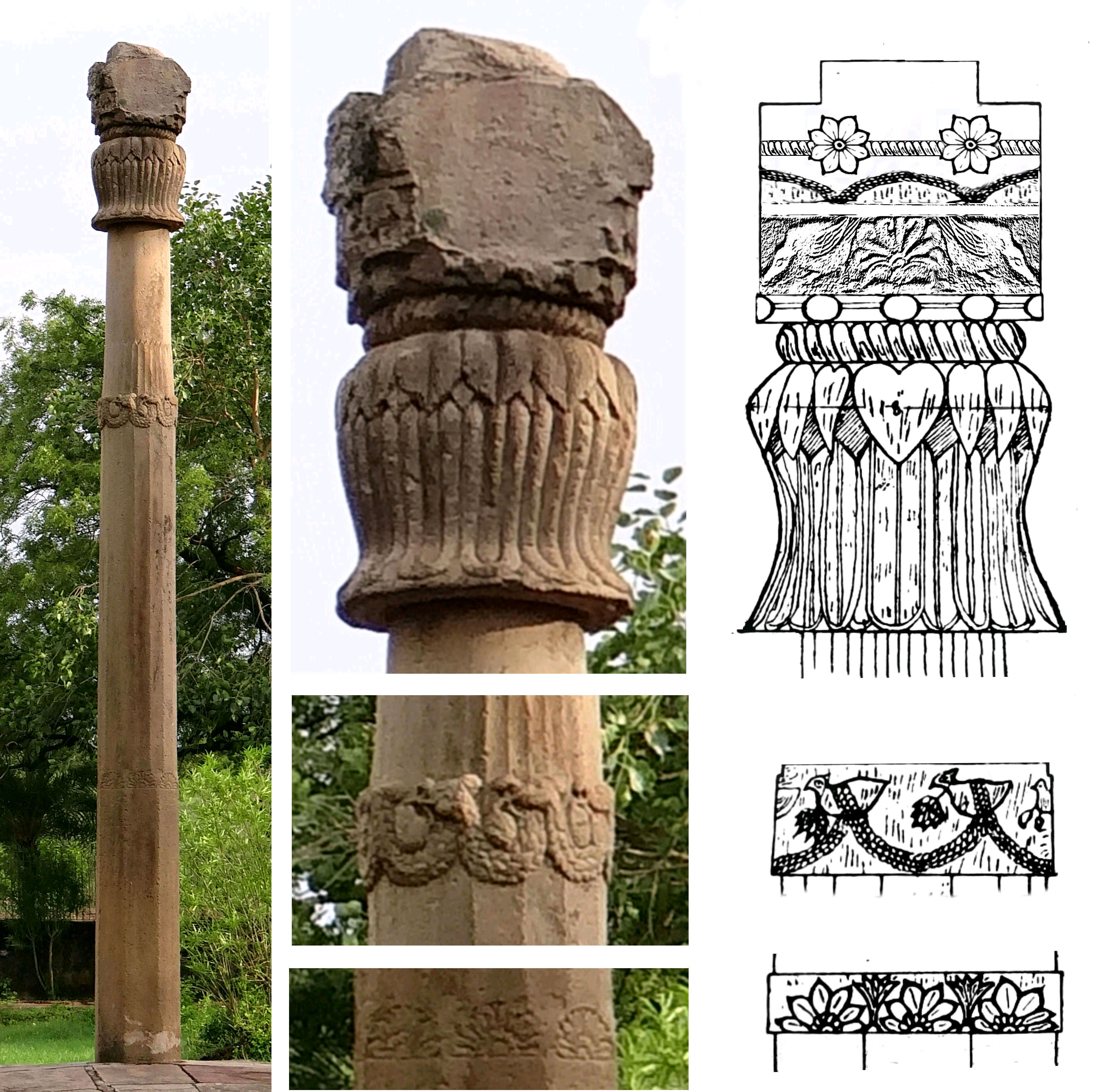
헬리오도로스 기둥은 인도-그리스 왕 안티알키다스의 대사인 헬리오도로스의 지시로 숭가 시대에 비디샤에 세워졌다. 이 기둥은 원래 가루다 상을 지탱했다. 기원전 100년경 건립.

확실하게 말할 수 있는 것은 거의 없다. 그러나 분명한 것은 두 왕국이 각자의 통치 기간 동안 정상적인 외교 관계를 수립한 것으로 보인다는 점이다. 인도-그리스인과 숭가 왕조는 기원전 110년경 화해하고 외교 사절을 교환한 것으로 보이며, 이는 헬리오도로스 기둥에 의해 증명된다. 이 기둥은 인도-그리스 왕 안티알키다스의 궁정에서 파견된 헬리오도로스라는 그리스 대사가 인도 중부 비디샤의 숭가 황제 바가바드라의 궁정으로 파견되었음을 기록하고 있다.

## 쇠퇴
아그니미트라의 죽음 이후, 왕조의 두 번째 왕인 제국은 급속하게 붕괴되었다. 비문과 동전은 북인도와 중인도의 대부분이 어떤 숭가 패권으로부터 독립된 작은 왕국과 도시 국가로 구성되어 있음을 나타낸다. 

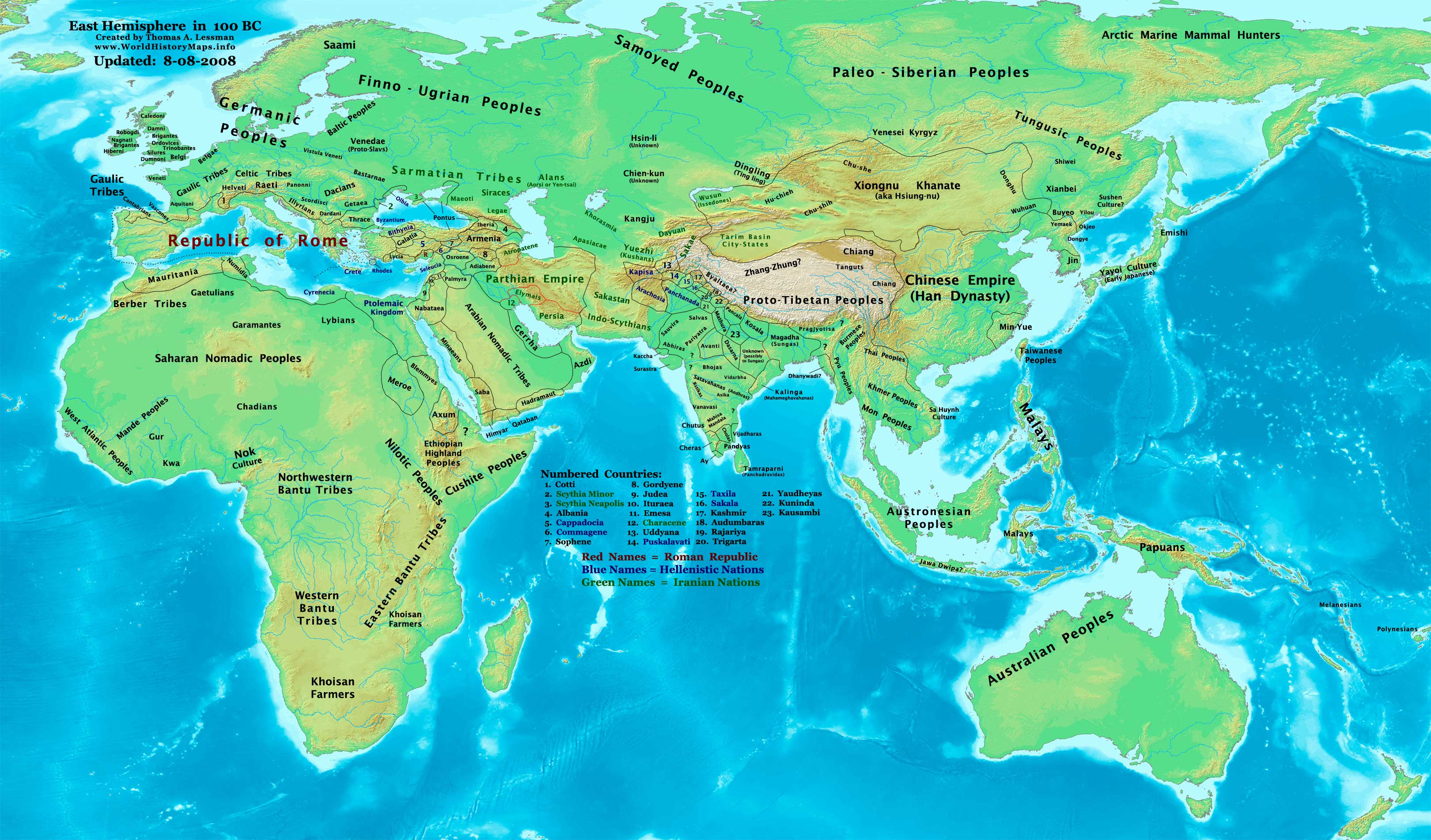
기원전 100년경 숭가 영토, 마투라 및 판찰라와 같은 많은 독립적인 소왕국들로 인해 마가다 지역으로 크게 축소되었다.

숭가 왕조의 마지막 왕인 데바부티는 그의 대신 바수데바 칸바에게 암살당했고, 바수데바는 이후 칸바 왕조를 세웠다. 푸라나에 따르면: "안드라의 시무카가 칸바야나와 수샤르만을 공격하고, 숭가족의 잔존 세력을 파괴하여 이 대지를 얻을 것이다." 안드라족은 실제로 비디샤 근처의 중앙 인도에서 숭가 국가의 마지막 잔존 세력을 파괴했으며, 이는 아마도 미약한 잔존 국가였을 것이다.

## 미술
숭가 미술 양식은 페르시아 미술의 영향을 받은 마우리아 미술과는 다소 차이가 있었다. 둘 다에서 민속 미술과 대지모신 숭배의 지속적인 요소가 대중 미술에 나타나지만, 이제는 더 기념비적인 형태로 더 능숙하게 제작된다. 따라서 숭가 양식은 '더 인도적'으로 여겨졌으며, 종종 더 토착적인 것으로 묘사된다.
이 시기에는 예술, 교육, 철학 및 기타 학문이 번성했다. 특히, 파탄잘리의 요가 수트라와 마하바스야가 이 시기에 작곡되었다. 또한 마라비카와 아그니미틀라에서 언급된 점도 주목할 만하다. 이 작품은 후대 굽타 시대에 칼리다사가 작곡했으며, 궁정의 암투를 배경으로 마라비카와 아그니미트라 왕의 사랑을 낭만적으로 묘사했다.
아대륙의 미술 또한 마투라 미술 학파의 부상과 함께 발전했다. 이 학파는 아프가니스탄과 인도 북서부 국경(현대 파키스탄)의 더 헬레니즘적인 간다라 미술 학파의 토착적 대응물로 여겨진다.
역사적인 숭가 시대(기원전 185년~기원전 73년) 동안, 불교 활동은 인도 중부(마디아프라데시주)에서도 어느 정도 살아남았는데, 이는 원래 아소카 황제 치하에서 시작된 산치와 바르후트의 스투파에서 이루어진 일부 건축 확장을 통해 시사된다. 이러한 작업이 이 지역에서 숭가의 통제력 약화 때문인지, 아니면 그들의 관용의 표시인지는 불확실하다.
| 숭가 소상 및 부조 |
| - 찬드라케투가르트, 풍요의 여신. - 찬드라케투가르트. - 숭가 야크시, 기원전 2세기~1세기. - 숭가 남성 입상 (주조판). 기원전 2세기~1세기. - 아이를 안은 숭가 여인. 기원전 2세기~1세기. - 숭가 야크샤. 기원전 2세기~1세기. - 시종을 거느린 숭가 어머니상. 기원전 2세기~1세기. - 숭가 다산의 신. 기원전 2세기~1세기. - 난간 기둥을 들고 있는 야크샤, 마디아프라데시주, 숭가 시대 (기원전 2세기~1세기). 국립 기메 동양 박물관. - 왕실 가족, 숭가, 서벵골 기원전 1세기. - 사랑스러운 왕실 부부. 숭가, 기원전 1세기, 서벵골. - 숭가 시대의 에로틱 예술. - 금 장식 조각, 기원전 185-72년. - 금 장식 조각, 기원전 185-72년. - 금 장식 조각, 기원전 185-72년. - 숭가 시대 금 팔찌, 기원전 185-72년. - 상아 그릇 조각, 기원전 2~1세기. - 장식 인물 모티프가 있는 숭가 도자기. |

## 문자
숭가 왕조가 사용한 문자는 브라흐미 문자의 한 변형으로, 산스크리트어를 표기하는 데 사용되었다. 이 문자는 마우리아와 칼링가 브라흐미 문자 사이의 중간 단계로 여겨진다.
| 숭가 주화 |
| - 숭가 시대 청동 주화, 동인도. 기원전 2세기~1세기. - 또 다른 숭가 주화 - 카르샤파나 1/4 구리 주화, 말와 우자인. - 숭가 주화. |

## 역대 황제
| 황제                   | 재위기간                  |
| ---------------------- | ------------------------- |
| 푸시야미트라           | 기원전 185년~기원전 149년 |
| 아그니미트라           | 기원전 149년~기원전 141년 |
| 바수지예슈타           | 기원전 141년~기원전 131년 |
| 바수미트라             | 기원전 131년~기원전 124년 |
| 바드라카               | 기원전 124년~기원전 122년 |
| 풀린다카               | 기원전 122년~기원전 119년 |
| 고샤 또는 바즈라미트라 | 기원전 119년~기원전 114년 |
| 바가바드라             | 기원전 114년~기원전 83년  |
| 데바부티               | 기원전 83년~기원전 73년   |

## 같이 보기
- 인도의 역사
- 마우리아 제국
- 사타바하나 왕조
- 힌두교의 역사
- 칸드왈라 왕조

### 설명주
1. ↑  이전에는 학자들이 유가 푸라나의 유효성을 의심했는데, 그 이유는 필사본이 역사적으로 심하게 변질되었기 때문이다. 그러나 산스크리트 학자 루도 로셰는 최근 "연구가 [...] 더 받아들일 수 있는 텍스트를 확립하는 데 주력해 왔다"며, "유가 푸라나는 주로 역사적 문서로서 중요하다. 그것은 [...] 마가다 제국의 사실적인 연대기이며, 숭가족의 붕괴와 사카족의 도착까지 이어진다. 그것은 마가다에서 야바나족의 침략과 철수에 대한 묘사에서 독특하다."[49]

### 참조주
1. ↑  Stadtner, Donald (1975). “A Śuṅga Capital from Vidiśā”. 《Artibus Asiae》 37 (1/2): 101–104. doi:10.2307/3250214. JSTOR 3250214.
2. ↑  Mani, Chandra Mauli (2005). 《A Journey Through India's Past》 (영어). Northern Book Centre. 38쪽. ISBN 978-81-7211-194-6.
3. ↑  Sen, Sailendra Nath (1999). 《Ancient Indian History and Civilization》 (영어). New Age International. 170쪽. ISBN 978-81-224-1198-0.
4. ↑  Raychaudhuri, Hem Channdra (1923). 《Political history of ancient India, from the accession of Parikshit to the extinction of the Gupta dynasty》. Robarts - University of Toronto. Calcutta, Univ. of Calcutta. 205쪽.
5. 1 2  K.A. Nilkantha Shastri (1970), A Comprehensive History of India: Volume 2, p.108: "Soon after Agnimitra there was no 'Sunga empire'."
6. 1 2  Bhandare, Shailendra. "Numismatics and History: The Maurya-Gupta Interlude in the Gangetic Plain". in Between the Empires: Society in India, 300 to 400, ed. Patrick Olivelle (2006), p.96
7. 1 2 3 4  Salomon, Richard (1998년 12월 10일). 《Indian Epigraphy: A Guide to the Study of Inscriptions in Sanskrit, Prakrit, and the other Indo-Aryan Languages》 (영어). Oxford University Press. 141–142쪽. ISBN 978-0-19-535666-3.
8. ↑  “Bharhut Gallery”. 《INC-ICOM Galleries》. Indian National Committee of the International Council of Museums. 2016년 3월 3일에 원본 문서에서 보존된 문서. 2014년 9월 29일에 확인함.
9. 1 2  Kumar, Ajit (2014). 《Bharhut Sculptures and their untenable Sunga Association》. 《Heritage: Journal of Multidisciplinary Studies in Archaeology》 (영어) 2. 230쪽.
10. ↑  Olivelle, Patrick (2006년 7월 13일). 《Between the Empires: Society in India 300 BCE to 400 CE》 (영어). Oxford University Press. 58쪽. ISBN 978-0-19-977507-1.
11. ↑  Salomon, Richard (1998). 《Indian Epigraphy: A Guide to the Study of Inscriptions in Sanskrit, Prakrit, and the other Indo-Aryan Languages》 (영어). Oxford University Press. 141쪽. ISBN 978-0-19-535666-3.
12. ↑  Luders, H. (1963). 《CORPUS INSCRIPTIONS INDICARUM VOL II PART II》. India Archaeological Society. 11쪽.
13. ↑  The Stupa of Bharhut, Alexander Cunningham, p.128
14. 1 2 3  Quintanilla, Sonya Rhie (2007). 《History of Early Stone Sculpture at Mathura: Ca. 150 BCE - 100 CE》 (영어). BRILL. 8–9쪽. ISBN 9789004155374.
15. 1 2  Quintanilla, Sonya Rhie (2007). 《History of Early Stone Sculpture at Mathura: Ca. 150 BCE - 100 CE》 (영어). BRILL. 13쪽. ISBN 9789004155374.
16. ↑  《A Comprehensive History Of Ancient India (3 Vol. Set)》 (영어). Sterling Publishers Pvt. Ltd. 2003년 12월 1일. 93쪽. ISBN 978-81-207-2503-4.
17. ↑  《Indian History》 (영어). Allied Publishers. 1988년 1월 22일. 254쪽. ISBN 978-81-8424-568-4.
18. ↑  〈Book Four: The Royal Dynasties〉. 《The Visnu Purana: Ancient Annals of the God with Lotus Eyes》. 번역 Taylor, McComas. ANU Press. 2021. 330쪽. doi:10.2307/j.ctv1sjwpmj.10. JSTOR j.ctv1sjwpmj.10. S2CID 244448788.
19. ↑  The story of Ancient India (1947). 《The Story of Ancient India》.
20. ↑  "푸시야미트라는 푸라나에 따르면 마지막 마우리아 황제 브리하드라타의 세나니, 즉 육군 총사령관이었다." The Yuga Purana, Mitchener, 2002.
21. 1 2  Thapar 2013, 296쪽.
22. ↑  Between the Empires: Society in India 300 BCE to 400 CE By Patrick Olivelle, Oxford University Press, Page 147-152
23. 1 2 3 4  Ancient Indian History and Civilization, Sailendra Nath Sen, New Age International, 1999, p.169
24. 1 2 3 4  History of Early Stone Sculpture at Mathura: Ca. 150 BCE - 100 CE, Sonya Rhie Quintanilla, BRILL, 2007, p.8-10
25. ↑  John S. Strong (1989). 《The Legend of King Aśoka: A Study and Translation of the Aśokāvadāna》. Motilal Banarsidass. ISBN 978-81-208-0616-0. 2012년 10월 30일에 확인함.
26. ↑  Mishra, Ram Kumar (2012). 《Pushyamitra Sunga and the Buddhists》. 《Proceedings of the Indian History Congress》 73. 50–57쪽. ISSN 2249-1937. JSTOR 44156189. Pushyamitra Sunga, himself a Brahmana,...
27. 1 2 3  Sarvastivada pg 38–39
28. 1 2 3  A Journey Through India's Past Chandra Mauli Mani, Northern Book Centre, 2005, p.38
29. ↑  John S. Strong (1989). 《The Legend of King Aśoka: A Study and Translation of the Aśokāvadāna》. Motilal Banarsidass. ISBN 978-81-208-0616-0. 2012년 10월 30일에 확인함.
30. ↑  Akira Hirakawa, Paul Groner, "A History of Indian Buddhism: From Sakyamuni to Early Mahayana", Motilal Banarsidass Publ., 1996, ISBN 81-208-0955-6 pg 223
31. ↑  Sir john Marshall, "A Guide to Sanchi", 1918
32. ↑  Buddhist Landscapes in Central India: Sanchi Hill and Archaeologies of Religious and Social Change, c. Third Century BC to Fifth Century AD Julia Shaw, Routledge, 2016 p.58
33. ↑  Asoka, Mookerji Radhakumud, Motilal Banarsidass Publishers, 1962 p.152
34. 1 2  Between the Empires: Society in India 300 BCE to 400 CE Patrick Olivelle, Oxford University Press, 2006 p.58-59
35. ↑  Between the Empires: Society in India 300 BCE to 400 CE Patrick Olivelle, Oxford University Press, 2006 p.75
36. ↑  (Barua, B.M., 'Old Buddhist Shrines at Bodh-Gaya Inscriptions)
37. ↑  “Bodh Gaya from 500 BCE to 500 CE”. 《buddhanet.net》.
38. ↑  "아소카의 원래 벽돌 스투파를 의도적으로 파괴한 사람이 누구이며 언제 정확히 대규모 재건 작업이 이루어졌는지는 알려져 있지 않지만, 전자의 주범은 불교에 대한 적대감으로 악명 높았던 초대 숭가 왕(기원전 184-148년) 푸시야미트라 숭가일 가능성이 높으며, 복원은 아그니미트라 또는 그의 직계 후계자에 의해 이루어졌을 것으로 보인다." in John Marshall, A Guide to Sanchi, p. 38. Calcutta: Superintendent, Government Printing (1918).
39. ↑  Shaw, Julia (2016년 8월 12일). 《Buddhist Landscapes in Central India: Sanchi Hill and Archaeologies of Religious and Social Change, c. Third Century BC to Fifth Century AD》 (영어). Routledge. 58쪽. ISBN 978-1-315-43263-2. It is inaccurate to refer to the post-Mauryan monuments at Sanchi as Sunga. Not only was Pusyamitra reputedly animical to Buddhism, but most of the donative inscriptions during this period attest to predominantly collective and nonroyal modes of sponsorship.
40. 1 2 3 4  Buddhist Landscapes in Central India: Sanchi Hill and Archaeologies of Religious and Social Change, C. Third Century BC to Fifth Century AD, Julia Shaw, Left Coast Press, 2013 p.88ff
41. ↑  Marshall p.81
42. 1 2 3 4 5  Buddhist Landscapes in Central India: Sanchi Hill and Archaeologies of Religious and Social Change, C. Third Century BC to Fifth Century AD, Julia Shaw, Left Coast Press, 2013 p.90
43. ↑  Marshall p.82
44. ↑  D.N. Jha,"Early India: A Concise History"p.150, plate 17
45. ↑  John S. Strong (1989). 《The Legend of King Aśoka: A Study and Translation of the Aśokāvadāna》. Motilal Banarsidass. ISBN 978-81-208-0616-0. 2012년 10월 30일에 확인함.
46. ↑  "푸시야미트라는 사면 군대를 갖추고 불교를 파괴할 목적으로 파탈리푸트라의 쿡쿠타라마로 갔다. ... 푸시야미트라는 따라서 상가라마를 파괴하고 그곳의 승려들을 죽이고 떠났다. ... 얼마 후, 그는 사갈라에 도착하여 불교 승려의 머리를 가져오는 자에게 ... 보상을 주겠다고 선포했다."John S. Strong (1989). 《The Legend of King Aśoka: A Study and Translation of the Aśokāvadāna》. Motilal Banarsidass. ISBN 978-81-208-0616-0. 2012년 10월 30일에 확인함.
47. ↑  A Journey Through India's Past Chandra Mauli Mani, Northern Book Centre, 2005, p.39
48. ↑  "기원전 인도-그리스인이나 인도-스키타이인의 존재를 연구하는 학자에게 유가 푸라나는 중요한 자료이다." Dilip Coomer Ghose, General Secretary, The Asiatic Society, 콜카타, 2002
49. ↑  Rocher, Ludo (1986). 《The Purāṇas》 (영어). Otto Harrassowitz Verlag. 253–254쪽. ISBN 9783447025225.
50. ↑  “Megasthenes: Indika”. 《Project South Asia》. 2008년 12월 10일에 원본 문서에서 보존된 문서. 인도에서 가장 큰 도시는 프라시아인들의 영토에 있는 팔림보트라라고 불리는 도시이다 [...] 메가스테네스는 이 도시가 거주 구역에서 각 방향으로 80스타디아의 극단적인 길이를 가졌고, 폭은 15스타디아였으며, 둘레에는 너비 600피트, 깊이 30큐빗의 해자가 있었고, 벽에는 570개의 탑이 있고 64개의 문이 있었다고 알려준다. (Arr. Ind. 10. '파탈리푸트라와 인도인들의 관습에 대하여')
51. ↑  Indian History Allied Publishers
52. ↑  The Malavikágnimitra : a Sanskrit play by Kālidāsa; Tawney, C. H. p.91
53. ↑  "Indo-Greek, Indo-Scythian and Indo-Parthian coins in the Smithsonian institution", Bopearachchi, p16. Also: "Kalidasa recounts in his Mālavikāgnimitra (5.15.14–24) that Puṣpamitra appointed his grandson Vasumitra to guard his sacrificial horse, which wandered on the right bank of the Sindhu river and was seized by Yavana cavalrymen- the latter being thereafter defeated by Vasumitra. The "Sindhu" referred to in this context may refer the river Indus: but such an extension of Shunga power seems unlikely, and it is more probable that it denotes one of two rivers in central India -either the Sindhu river which is a tributary of the Yamuna, or the Kali-Sindhu river which is a tributary of the Chambal." The Yuga Purana, Mitchener, 2002.
54. ↑  Bakker, Hans (1982). 《The rise of Ayodhya as a place of pilgrimage》. 《Indo-Iranian Journal》 24. 103–126쪽. doi:10.1163/000000082790081267. S2CID 161957449.
55. ↑  Sonya Rhie Quintanilla (2007). 《History of Early Stone Sculpture at Mathura: Ca. 150 BCE - 100 CE》. BRILL. 254쪽. ISBN 978-90-04-15537-4.
56. ↑  Shankar Goyal, 편집. (2004). 《India's ancient past》. Jaipur: Book Enclave. 189쪽. ISBN 9788181520012. Some Newly Discovered Inscriptions from Mathura : The Meghera Well Stone Inscription of Yavanarajya Year 160 Recently a stone inscription was acquired in the Government Museum, Mathura.
57. ↑  "tatha Yavana Kamboja Mathuram.abhitash cha ye./ ete ashava.yuddha.kushaladasinatyasi charminah."//5 — (MBH 12/105/5, Kumbhakonam Ed)
58. ↑  Raychaudhuri, Hem Channdra (1923). 《Political history of ancient India, from the accession of Parikshit to the extinction of the Gupta dynasty》. Calcutta, Univ. of Calcutta. 216쪽.
59. ↑  Sen, Sailendra Nath (1999). 《Ancient Indian History and Civilization》. New Age International, 1999. 170쪽. ISBN 978-8-12241-198-0.
60. ↑  Kulke, Hermann; Rothermund, Dietmar (2004). 《A History of India》 (영어). Psychology Press. ISBN 9780415329200.
61. ↑  “Silabario Sunga”. 《proel.org》.